# Initial D
Initial D (jap. 頭文字D, Inisharu Dī, dt. „Initiale D“) ist ein Manga von Shūichi Shigeno und eine darauf basierende Anime-Reihe. Der Manga erschien von 1995 bis 2013 und ist in die Genres Action und Sport einzuordnen. Seit 2017 wird die Geschichte durch MF Ghost fortgesetzt, das 2023 ebenfalls als Anime adaptiert wurde.

## Handlung
Initial D spielt in den späten 1990ern und erzählt die Geschichte von Takumi Fujiwara, einem 18 Jahre alten Jugendlichen, der im Tofugeschäft seines Vaters hilft, indem er jeden Morgen das Hotel auf dem Berg Akina im Toyota Sprinter Trueno AE86 – kurz AE86 – beliefert. Durch seine täglichen Fahrten wird Takumi zu einem ausgesprochen guten Fahrer, doch für Straßenrennen interessiert er sich zunächst nicht.
Eines Tages fordern die Akagi Redsuns die Akina Speedstars zu einem Rennen heraus. Es gibt niemanden bei den Speedstars, der auch nur annähernd an die Fähigkeiten der Brüder Ryousuke und Keisuke Takahashi heranreicht, doch plötzlich taucht ein völlig veralteter Hachi-Roku (dt.: Acht-Sechser, ein Toyota Corolla) in Keisukes Rückspiegel auf und besiegt ihn überlegen. Es wird bekannt, dass Takumi der Fahrer des AE86 war. Keisuke will Revanche. Die Speedstars sind froh, einen konkurrenzfähigen Mann gefunden zu haben und schicken ihn in den Kampf. Takumi macht nur widerwillig mit, weil er nichts von Straßenrennen hält. Er gewinnt jedoch ein zweites Mal und der Rennfahrer in ihm erwacht. Der weitere Verlauf der Serie handelt von den Duellen gegen seine Kontrahenten und davon, wie er langsam lernt sein Auto vollkommen zu beherrschen.
Die meisten Rennen verlaufen im Sudden Death-Modus. Damit ein Sieger feststeht, muss der Führende sich entweder deutlich vom Hintermann absetzen oder dieser den Führenden überholen. In Initial D finden alle Duelle auf Bergpässen statt, wobei es eine Unterscheidung in Downhill – den Berg hinunter – und Hillclimb – den Berg hinauf – gibt. Takumi hat zu Beginn der Serie nur auf dem Downhill eine Chance, da er dort mit seinem veralteten AE86 nicht ganz so deutlich ins Hintertreffen gerät. Er und auch der Großteil der anderen Fahrer verlassen sich hierbei auf ihre Driftkünste, um schneller als der Rest zu sein.

## Manga
Der Manga erschien von 1995 bis 2013 im wöchentlichen Young Magazin des Kodansha-Verlages. Insgesamt wurden die Kapitel in 48 Sammelbänden (Tankōbon) zusammengefasst.
In den USA erschienen von 2002 bis 2009 bei Tokyopop 33 Bände in einer englischen Übersetzung.

## Anime
Der Anime ist in Stages unterteilt.
| Stage                     | Typ          | Folgen | Erstausstrahlung           | Bemerkung                                           |
| ------------------------- | ------------ | ------ | -------------------------- | --------------------------------------------------- |
| Initial D: First Stage    | Fernsehserie | 26     | April 1998 – November 1998 |                                                     |
| Initial D: Second Stage   | Fernsehserie | 13     | Oktober 1999 – Januar 2000 |                                                     |
| Initial D: Third Stage    | Film         | –      | Januar 2001                |                                                     |
| Initial D: Fourth Stage   | Fernsehserie | 24     | April 2004 – Februar 2006  |                                                     |
| Initial D: Fifth Stage    | Fernsehserie | 14     | September 2012 – Mai 2013  |                                                     |
| Initial D: Final Stage    | Fernsehserie | 4      | Mai 2014 – Juni 2014       |                                                     |
| Initial D: Extra Stage    | OVA          | 2      | März 2001                  | Nebenhandlungsstrang zum Team Impact Blue           |
| Initial D: Extra Stage 2  | OVA          | 1      | Dezember 2008              | setzt den Nebenhandlungsstrang der Extra Stage fort |
| Initial D: Battle Stage   | OVA          | 1      | Mai 2002                   | Zusammenfassung der ersten drei Stages              |
| Initial D: Battle Stage 2 | OVA          | 1      | 2007                       | Zusammenfassung: Fourth Stage                       |

In den USA hatte Tokyopop von 2002 bis 2009 auch den Anime lizenziert, die danach an Funimation Entertainment überging.
Zwischen 2014 und 2016 erschien die Filmtrilogie Shin Gekijōban Initial D, die eine Neuerzählung des Anfangs der Serie darstellt. Regie führte Masamitsu Hidaka mit Tomohito Naka als Koregisseur für die Teile 2 und 3. Das Drehbuch stammt von Mayori Sekijima. Der erste Teil Legend 1 – Kakusei kam am 23. August 2014 in die japanischen Kinos, Legend 2 – Tōsō am 23. Mai 2015 und Legend 3 – Mugen schließlich am 6. Februar 2016.

### Synchronisation
| Rolle             | japanischer Synchronsprecher (Seiyū) | japanischer Synchronsprecher (Seiyū) |
| Rolle             | erste Reihe                          | Shin Gekijōban Initial D             |
| ----------------- | ------------------------------------ | ------------------------------------ |
| Takumi Fujiwara   | Shin’ichirō Miki                     | Mamoru Miyano                        |
| Bunta Fujiwara    | Unshō Ishizuka                       | Hiroaki Hirata                       |
| Itsuki Takeuchi   | Mitsuo Iwata                         | Minoru Shiraishi                     |
| Natsuki Mogi      | Ayako Kawasumi                       | Maaya Uchida                         |
| Ryōsuke Takahashi | Takehito Koyasu                      | Daisuke Ono                          |
| Keisuke Takahashi | Tomokazu Seki                        | Yūichi Nakamura                      |

### Musik
Die vorherrschende Musikform in Initial D ist Eurobeat. Dies ist nicht weiter verwunderlich, da die avex group der Herausgeber der Eurobeat-Compilationserie Super Eurobeat ist. In der US-Version wurde die Musik vom dortigen Lizenznehmer Tokyopop herausgenommen und durch Hip-Hop ersetzt, was bei Liebhabern der Serie zu Protesten führte.
Die Vor- und Abspanntitel waren:
| Serie              | Vorspann                                                                      | Abspann                                                                              |
| ------------------ | ----------------------------------------------------------------------------- | ------------------------------------------------------------------------------------ |
| Initial D          | 1. move: Around the World (Ep. 1–19) 2. move: Break in 2 the Nite (Ep. 20–26) | 1. move: Rage Your Dream (Ep. 1–14) 2. Galla Kiseki no Hana (奇跡の薔薇) (Ep. 15–26) |
| Second Stage       | move: Blazin’ Beat                                                            | Galla: Kimi ga Iru (キミがいる)                                                      |
| Third Stage        | move: Gamble Rumble                                                           | 1. Every Little Thing: Jirenma 2. Dave Rodgers: The Race is Over                     |
| Fourth Stage       | 1. move: Dogfight (Ep. 1–10) 2. move: Noizy Tribe (Ep. 11–24)                 | 1. move: Blast My Desire (Ep. 1–10) 2. move: Nobody Reason (Ep. 11–24)               |
| Extra Stage        | Chilu: Get it All Right                                                       | Michiko Neya & Yumi Kakazu: Next                                                     |
| Extra Stage 2      | move: Sōkyū no flight (蒼穹のflight)                                          | move: Key Ring                                                                       |
| Fifth Stage        | move: Raise Up                                                                | 1. Clutcho: Flyleaf 2. move: Yuushu Souka                                            |
| Final Stage        | move: Outsoar the Rainbow                                                     | 1. move: Gamble Rumble 2. move: Rage your dream (nur Ep. 4)                          |
| Legend 1 – Kakusei | —                                                                             | Ryūichi Kawamura: never fear                                                         |
| Legend 2 – Tōsō    | Back-On: Resurrection                                                         | —                                                                                    |
| Legend 3 – Mugen   | Tatsuyuki Kobayashi: Chase for Dream                                          | —                                                                                    |

Daneben kamen in jeder Fernsehserie, OVA und dem Kinofilm während der Handlung weitere Stücke von Eurobeat-Künstlern vor, bei den Fernsehserien im Durchschnitt drei verschiedene pro Folge. Avex veröffentlichte zudem eine Vielzahl von Initial-D-Kompilationsalben mit diesen Werken.

## Videospiele
Es gibt mehrere Videospiele zu Initial D.
- Initial D Arcade Stage (Arcade-Automat)
- Initial D Arcade Stage Ver.2 (Arcade-Automat)
- Initial D Arcade Stage Ver.3 (Arcade-Automat)
- Initial D Arcade Stage 4 (Arcade-Automat)
- Initial D Arcade Stage 5 (Arcade-Automat)
- Initial D Arcade Stage 6 AA (Arcade-Automat)
- Initial D Arcade Stage 7 AAX (Arcade-Automat)
- Initial D Arcade Stage 8 Infinity (Arcade-Automat)
- Initial D Arcade Stage Zero (Arcade-Automat)
- Initial D (Sega Saturn)
- Initial D (PS1)
- Initial D: Special Stage (PS2)
- Initial D Mountain Vengeance (PC)
- Initial D: Street Stage (PSP)
- Initial D Gaiden (Game Boy)
- Initial D Another Stage (GBA)
- Initial D Collectible Card Game (Collectible Card Game)
- Initial D Extreme Stage (PS3)

## Realfilm
Ein Realfilm, der die Geschichte von Manga und Anime aufgreift, hatte am 23. Juni 2005 in der Volksrepublik China und Hongkong Premiere. Der Film war in weiten Teilen des ostasiatischen Raumes zu sehen. Initial D – The Movie wurde von der japanischen avex group und Media Asia aus Hongkong produziert. Die Regie lag in den Händen von Andrew Lau und Alan Mak. Obwohl der Film zum größten Teil auf dem Initial-D-Manga basiert, wurde das Drehbuch weitgehend eigens entwickelt und die Geschichte fällt anders aus. Außerdem fehlen viele Figuren, die im Manga auftauchen.

### Hauptfiguren
- Takumi Fujiwara – Jay Chou
- Bunta Fujiwara – Anthony Wong Chau-sang
- Ryōsuke Takahashi – Edison Chen
- Natsuki Mogi – Anne Suzuki
- Takeshi Nakazato – Shawn Yue
- Itsuki Tachibana – Chapman To
- Yūichi Tachibana – Kenny Bee
- Kyōichi Sudō – Jordan Chan